# Xanthellum
Xanthellum är ett släkte av steklar som beskrevs av Erdös och Novicky 1951. Xanthellum ingår i familjen finglanssteklar.
Släktet innehåller bara arten Xanthellum transsylvanicum.